# Otsheria
Genre
Espèce
Otsheria est un genre éteint de thérapsides herbivore appartennant au sous-ordre également éteint des anomodontes et de la famille des Otsheridae, ayant vécu durant le Permien moyen dans ce qui est aujourd'hui la Russie.

## Description

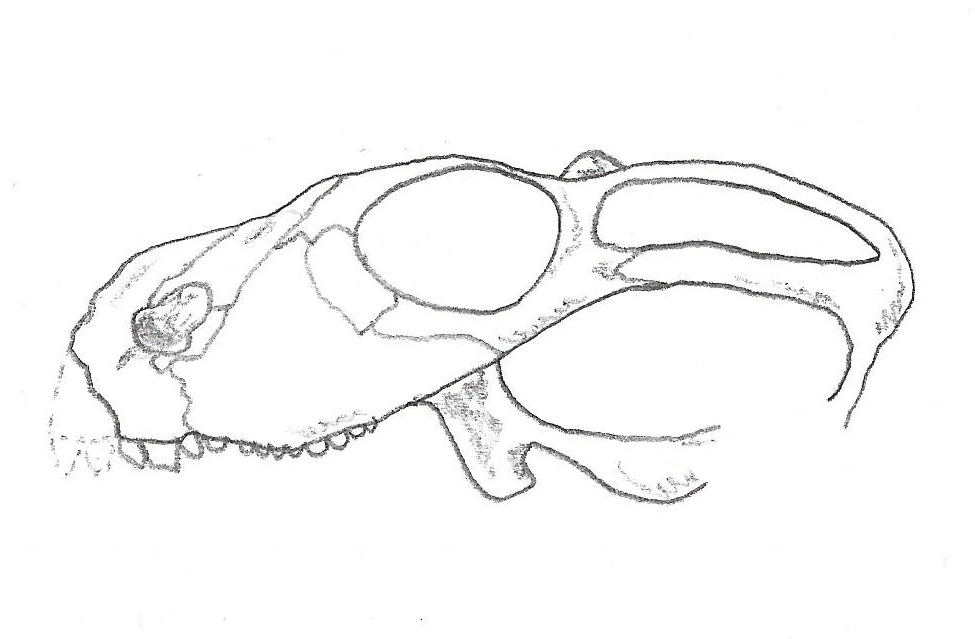
Dessin du fossile du crâne d'Otsheria netzvetajevi.

Le crâne d'Otsheria mesurait environ 10 centimètres de long.